# ريد هولزمان
ريد هولزمان (بالإنجليزية: Red Holzman) مواليد 10 أغسطس 1920 في بروكلين - الوفاة 13 نوفمبر 1998، كان لاعب كرة سلة أمريكي أصبح مدرباً. بلغ طوله 5 قدم 10 بوصة (1.8 م). لعب في دوري الرابطة الأمريكية.

## فرق لعب لها
- سكرامنتو كينغز
- أتلانتا هوكس

## روابط خارجية
- ريد هولزمان على موقع إن بي أي (الإنجليزية)
- ريد هولزمان على موقع سبورتس رفرنس (الإنجليزية)
- ريد هولزمان على موقع كلية كرة السلة في سبورتس رفرنس.كوم (الإنجليزية)
- ريد هولزمان على موقع ريلجم (الإنجليزية)
- ريد هولزمان على موقع بروبوليرز (الإنجليزية)
- ريد هولزمان على موقع سبورتس رفرنس (الإنجليزية)
- ريد هولزمان على موقع سبورتس رفرنس (الإنجليزية)